# Guadalupe Tecoja
Guadalupe Tecoja är en ort i Mexiko.   Den ligger i kommunen Ocosingo och delstaten Chiapas, i den sydöstra delen av landet, 800 km öster om huvudstaden Mexico City. Guadalupe Tecoja ligger 587 meter över havet och antalet invånare är 103.
Terrängen runt Guadalupe Tecoja är huvudsakligen kuperad, men österut är den bergig. Guadalupe Tecoja ligger nere i en dal. Runt Guadalupe Tecoja är det glesbefolkat, med 16 invånare per kvadratkilometer. Närmaste större samhälle är Las Tazas, 15,9 km sydost om Guadalupe Tecoja. I omgivningarna runt Guadalupe Tecoja växer i huvudsak städsegrön lövskog.